# Eugen Fick
Eugen Fick (* 24. Dezember 1926 in München; † 18. Januar 2009) war ein deutscher theoretischer Physiker.

## Leben
Eugen Fick studierte Physik und wurde 1953 mit der Arbeit Die Polarisation des Lichtes durch asphärische, ferromagnetische Teilchen in einem homogenen Magnetfeld an der TH München zum Dr. rer. nat. promoviert. 1959 habilitierte er sich in München mit der Schrift Thermodynamik und Quantenstatistik eines Systems mit verschiedener Bahn- und Spintemperatur. Von 1959 bis 1960 war er als Privatdozent tätig, ab 1962 als Hochschuldozent. 1962/1963 hatte er die Lehrstuhlvertretung für Theoretische Physik an der Julius-Maximilians-Universität Würzburg inne. 1964 erhielt er einen Ruf auf den Lehrstuhl für Theoretische Festkörperphysik an der Technischen Hochschule Darmstadt. Er lehrte als Emeritus am Institut für Festkörperphysik der Technischen Universität Darmstadt.
Sein seit 1968 in sechs Auflagen erschienenes Werk Einführung in die Grundlagen der Quantentheorie ist ein Standardwerk der Physik.

## Schriften
- Eugen Fick, Günter Sauermann: Quantenstatistik dynamischer Prozesse I. Generelle Aspekte, Deutsch Harri 1983, ISBN 3-87144-740-4
- Eugen Fick, Günter Sauermann: Quantenstatistik dynamischer Prozesse II A. Kleine Störungen des Gleichgewichts, Deutsch Harri 1986, ISBN 3-87144-761-7
- Eugen Fick, Günter Sauermann: Quantenstatistik dynamischer Prozesse II B. Starke Störungen des Gleichgewichts, Deutsch Harri 1996, ISBN 3-87144-838-9
- Eugen Fick: Einführung in die Grundlagen der Quantentheorie, Aula Verlag 6. Auflage 1988, ISBN 3-89104-472-0